# Tretten (film)
 For alternative betydninger, se Tretten. (Se også artikler, som begynder med Tretten)
Tretten (russisk: Тринадцать) er en sovjetisk film fra 1936 af Mikhail Romm.

## Medvirkende
- Ivan Novoseltsev - Ivan Zjuravljov
- Jelena Kuzmina - Marja Zjuravljova
- Aleksandr Tjistjakov - Aleksandr Postnikov
- Andrej Fajt - Skuratov
- Ivan Kuznetsov - Jusuf Aktjurin